# 藤原為房
藤原 為房（ふじわら の ためふさ）は、平安時代後期の公卿。藤原北家勧修寺流、但馬守・藤原隆方の長男。官位は正三位・参議。坊城大蔵卿、勧修寺と号した。
博学かつ、優秀な実務官僚として活躍し、のちの勧修寺流一門の繁栄の基礎を築いた。大江匡房・藤原伊房と共に「前の三房」と称される。日記に『為房卿記』がある。

## 経歴
延久3年（1071年）後三条天皇の六位蔵人に補せられ、翌延久4年（1072年）後三条天皇が白河天皇に譲位して院庁を開くと為房は院判官代に任ぜられた。
延久5年（1073年）従五位下に叙爵し、承保2年（1075年）遠江守に任官する。のち、中宮・藤原賢子の中宮少/大進を経て、永保3年（1083年）左衛門権佐（検非違使佐）、永保4年（1084年）五位蔵人、応徳3年（1086年）権左少弁と次々に要職に任ぜられ三事兼帯の栄誉に浴した。またその傍らで、摂関家（師実・師通・忠実）の家司も務めている。
寛治6年（1092年）為房の下人が日吉神社の神人を殺害したとの理由で延暦寺の衆徒から訴えられ、阿波権守に左遷されるが、翌寛治7年（1093年）赦されて帰京。嘉保元年（1094年）には弁官時代の「春日行幸行事賞」を名目に従四位下・修理権大夫に叙任されて完全に復権した。
白河院の近臣として信頼が厚く、嘉保2年（1095年）従四位上、嘉保3年（1096年）正四位下、嘉承2年（1107年）正四位上・蔵人頭と順調に昇進。天永2年（1111年）参議に任ぜられ、勧修寺流としては高祖父・藤原為輔以来125年ぶりの公卿となった。勧修寺流から公卿を輩出したことは驚きの目をもって迎えられたらしく、「一家の繁盛、千載の勝事」、「凡人といへども、子孫繁盛の者」、と評された。
その後も永久2年（1114年）院別当賞として正三位に至る。永久3年（1115年）4月2日腫物により薨去。享年67。
為房の異例の昇進については、自身の能力に加え、妹藤原光子（藤原公実の室で堀河・鳥羽両天皇の乳母）に負うところも大きかったとも言われている。「夜の関白」の異名を有した次男藤原顕隆をはじめとする子孫は蔵人・弁官から参議を経て中納言に至る家系として定着することとなった。
永久元年（1113年）に発生した2つの事件において、為房の発言により、朝廷の方針が決したとの話が伝わっている。
鳥羽天皇暗殺未遂事件である永久の変において、犯人とされ流罪となった仁覚の係累についての詮議が起こった際、これほどの悪逆は父母兄弟まで関与したものではなく縁者に罪を問う必要はない、と為房は発言。これに公卿一同同意し、仁覚の父である左大臣源俊房を始め縁者については不問に付された。
興福寺と延暦寺の衆徒が繰り返し朝廷に対して強訴を行った、いわゆる永久の強訴において、延暦寺の衆徒が大挙して日吉神社の御輿を奉じて上洛し、以前興福寺の衆徒が上洛した際、祇園社神人に暴行を働いたとして、興福寺の権少僧都・実覚の流罪を朝廷に要求した。これに対して、白河法皇は公卿を招集して対策を協議したが、藤原氏の氏寺である興福寺の仏罰と、目前に迫る延暦寺の衆徒との両方を恐れて、公卿方は全く発言する者はいなかった。しかし、藤原為房の発議によりようやく延暦寺の要求を入れることに決まり、朝廷は延暦寺に対して実覚の処罰と、今後興福寺の訴えがあっても延暦寺の僧綱を罰しないと約束した。

## 官歴
『公卿補任』による。
- 康平8年（1065年） 3月29日：縫殿権助
- 延久3年（1071年） 正月14日：六位蔵人（後三条天皇）
- 延久4年（1072年） 12月2日：左近衛将監。12月8日：院判官代
- 延久5年（1073年） 4月30日：従五位下（行幸院賞、判官代）
- 承保2年（1075年） 正月28日：遠江守
- 承保4年（1077年） 正月29日：中宮少進（中宮・藤原賢子）
- 承暦4年（1080年） 正月5日：従五位上（治国）。4月28日：正五位下（自関白第行幸堀川院賞）
- 永保元年（1081年） 12月17日：中宮権大進
- 永保3年（1083年） 2月1日：左衛門権佐。12月19日：兼防鴨河使
- 永保4年（1084年） 8月25日：五位蔵人（白河天皇）。9月22日：止大進（宮崩）
- 応徳3年（1086年） 11月20日：権左少弁。11月26日：五位蔵人（堀河天皇）
- 寛治2年（1088年） 正月25日：周防介
- 寛治3年（1089年） 2月28日：左少弁
- 寛治4年（1090年） 6月5日：兼加賀守
- 寛治5年（1091年） 正月22日：兼中宮大進（中宮・媞子内親王）
- 寛治6年（1092年） 9月20日：止任。9月28日：左遷阿波権守（日吉社神民並延暦寺僧侶等訴也）
- 寛治7年（1093年） 6月26日：聴帰京
- 寛治8年（1094年） 8月：従四位下（弁時春日行幸行事賞）
- 嘉保元年（1094年） 12月17日：修理権大夫
- 嘉保2年（1095年） 正月5日：従四位上（大夫労）
- 嘉保3年（1096年） 3月23日：正四位下（上皇幸京極第賞）
- 長治元年（1104年） 7月9日：兼春宮亮（春宮・宗仁親王）
- 長治2年（1105年） 6月18日：兼尾張守（旧吏）
- 嘉承2年（1107年） 3月8日：正四位上（行幸鳥羽院賞、院別当）。7月19日：止亮（践祚）、更昇殿。10月12日：蔵人頭。10月22日：兼内蔵頭
- 天仁2年（1109年） 正月22日：越前権守。12月：辞内蔵頭
- 天永2年（1111年） 正月23日：参議、大夫権守如元
- 天永3年（1112年） 正月26日：兼大蔵卿
- 天永4年（1113年） 正月28日：兼備中権守。11月26日：従三位（稲荷祇園行幸行事賞）
- 永久2年（1114年） 11月29日：正三位（行幸－－白川阿弥陀堂供養、院別当賞）
- 永久3年（1115年） 4月1日：出家。4月2日：薨去

## 系譜
- 父：藤原隆方
- 母：平行親女
- 妻：源頼国女
  - 長男：藤原為隆（1070-1130） - 甘露寺家・坊城家・万里小路家祖
  - 次男：藤原顕隆（1072-1129） - 葉室家祖
  - 三男：藤原重隆（1076-1118）
  - 男子：藤原長隆
- 妻：藤原永業女
  - 男子：藤原泰隆
- 妻：讃岐宣旨（法橋隆尊女） - 藤原忠通乳母
  - 六男：藤原朝隆（1097-1159）
  - 七男：藤原親隆（1098-1165）
- 妻：藤原定俊女
  - 男子：藤原国隆
- 生母不明
  - 男子：寛運
  - 男子：寛信（1084-1153）
  - 男子：源恵
  - 男子：寛誉（?-1147）[6]
  - 男子：良恵
  - 男子：覚隆
  - 男子：性修
  - 女子：藤原経実室
  - 女子：源師隆室
  - 女子：藤原忠教室